# Trichostomum fallax
Trichostomum fallax là một loài rêu trong họ Pottiaceae. Loài này được Herzog mô tả khoa học đầu tiên năm 1909.